# او (فیلم ۱۹۱۷)
«او» (انگلیسی: She (1917 film)) فیلمی در ژانر فانتزی است که در سال ۱۹۱۷ منتشر شد. از بازیگران آن می‌توان به والسکا سورات اشاره کرد.